# Cadle-Monolith
Der Cadle-Monolith ist eine markante und unvereiste Felsformation an der Black-Küste des Palmerlands auf der Antarktischen Halbinsel. Er ragt 15 km südöstlich des Kap MacDonald am östlichen Ende der Condor-Halbinsel auf.
Der United States Geological Survey kartierte ihn im Jahr 1974. Das Advisory Committee on Antarctic Names benannte ihn 1976 nach Gary L. Cadle (* 1947), Elektriker der United States Navy auf der Palmer-Station im Jahr 1973.